# الحرب الطرابلسية الأولى
الحرب الطرابلسية الأولى، هي أول حرب قادها بنو زيري في سبيل إبقاء طرابلس ضمن دولتهم.

## الخلفية
كانت طرابلس تابعة للدولة الزيرية منذ سنة 367هـ، و بسبب تجاوزات له استدعى باديس بن المنصور واليها عوصلة بن بكار إلى القيروان، فطلب عوصلة من الخليفة الفاطمي الحاكم بأمر الله أن يعفيه من الولاية و طلب اللجوء إلى مصر، فقبل الخليفة منه، ثم عيّن أبو الحسن يانس الصقلي على طرابلس دون علم باديس، و ذلك بوساطة أبو الفتوح برجوان ذو النفوذ القوي. و وصل يانس سنة 390هـ / 999 إلى طرابلس و معه 15 ألف فارس و خرج عوصلة إلى مصر. و لكن عندما علم باديس أرسل يسأل يانس عن سبب وجوده في طرابلس و يطلب تسليم سجلّ في حال تم توليته، و قال له: «إن كان الحاكم استعملك عليها، فأرسل العهد لأقف عليه.» لكن يانس رفض قائلا: «إنما أرسلني معينًا و نجدة إن إحتيج إلي و مثلي لا يطلب منه عهد بولاية لمحلي من دولة الحاكم.» و في رواية أخرى قال: «إنّما بُعِثْتُ نائبًا عن أمير المؤمنين و مثلي يكبر عن أن يُوَلّى بسجلّ.» لكن باديس لم يقتنع بهذا الرد المغرور و أرسل جيشا بقيادة جعفر بن حبيب.

## الحرب
جمع جعفر القوات و تقدم، ثم أقام في قرية أجاس (بين جنوب مارث وطرابلس) لمدة ثلاثة أشهر، و قضى تلك المدة يكاتب يانس أملا في حل المشاكل دون قتال، و عندما يئس منه خيره بين ثلاث: تقديم السجل أو التفاوض مع باديس أو الحرب، فرد يانس: «أما الوصول فلا سبيل إليه، و أما سجلّ الولاية فأنا أكبر من ذلك إذ كنتُ خليفة أمير المؤمنين على ما هو أعظم من طرابلس، و أمّا الثالثة فأنا أوافيك عن الحركة إليّ و جيئك إلى موضعك فأقاتلك به.» فتوجه له جعفر و عسكر غرب جنزور بينما عسكر يانس شرقها و بينهما الزيتون، و بعد ذلك دارت معركة جنزور و انتصر جعفر و قُتل أغلب جند يانس و أُسر أبو الحسن الصقلي نفسه ثم أعدم، و لجأ من نجى إلى طرابلس، و أعانهم أهلها و رفضوا تسليمهم لجعفر و أغلقوا الأبواب. و بعد المعركة قام جعفر بمحاصرة طرابلس، فتسلم دفاعها و قيادة ما تبقى من جيش يانس، فتوح بن علي بن جفيانان.

## الغزو المغراوي لطرابلس (1001)
استمر الحصار لمدة طويلة لكن جعفر لم يقدر على طرابلس، و حسب ابن الأثير فقد أرسل فتوح يطلب الدعم من الخليفة، فأرسل جيشا بقيادة يحيى بن حمدون الأندلسي و منحه أموال برقة لكنه لم يجد شيئا بها، خلال تلك المدة انهزم فلفل بن سعيد الزناتي في حربه مع باديس و هرب للصحراء ثم لجئ للجنوب التونسي، و قد أرسل والي قابس يوسف بن عامر يعلم جعفر بأنه رصد فلفل متجها إلى طرابلس يوم 24 رجب 391هـ / 19 جوان 1001، و فعلا بدأ الأمير الزناتي بالاستيلاء على المواقع التي تخلى عنها جعفر من باب الحذر، ثم التجئ فلفل عند يحيى بن محمد أمير نفوسة، و عندما علم جعفر خاف و حاول الخروج عن طريق الجبال لكن صنهاجة كان لها تجارب سيئة مع أهل الجبال و الأسوء أنهم كانوا محاصرين بين فتوح في طرابلس و فلفل في نفوسة، فقرر جعفر المخاطرة بشق الطريق إلى قابس لكن فلفل تنحى عن طريقهم و سمح له بالمرور فعادت صنهاجة بسلامة. و بعد رحيل جعفر تقدم فلفل إلى طرابلس، فخرج له فتوح بن علي مع جماعة من أهل طرابلس و تلقوه و أدخلوه البلد، فدخل فلفل مع المغراوة و استوطنها مؤسسا بذلك دولة بنو خزرون.